# 小行星8059
小行星8059（8059 Deliyannis）是一颗绕太阳运转的小行星，为主小行星带小行星。该小行星于1957年5月6日发现。

## 轨道参数
小行星8059的轨道半长轴为2.6373819 UA，离心率为0.137。